# Francisco Copello
Francisco Copello (Santiago del Cile, 21 maggio 1938 – Santiago del Cile, 11 maggio 2006) è stato un attore, docente e scrittore cileno.

## Biografia
Francisco Copello nasce a Santiago del Cile il 21 maggio 1938 da una famiglia di modeste condizioni economiche. Verso la fine degli anni cinquanta si trasferisce in Italia e frequenta successivamente l'accademia di belle arti di Firenze tra il 1962 e il 1966. Dopo aver studiato nel capoluogo toscano, le sue performance sono state registrate da un gruppo di fotografi di fama come Giuseppe Pino, Giovanna Dal Magro, Maurizio Buscarino e Giuliana Traverso.
Debutta come attore nel film Asso del 1981 diretto da Castellano e Pipolo con Adriano Celentano ed Edwige Fenech, interpretando Il marsigliese.
Nel 1986 a New York nel suo soggiorno inizia il suo impegno come maestro della stampante e delle prestazioni e ci rimane per quasi dieci anni. Come maestro di stampa acquatinta stampe fatte per tanti e importanti artisti come Sandro Chia, Adolph Gottlieb, Paul Jenkins e Rachel Friedberg. Dopo essersi dedicato esclusivamente al campo artistico simboleggia varie opere nel repertorio della compagnia al Lincoln Center e ritorna in Cile ricevendo il premio della critica d'arte nel 1997. Precedentemente insegna l'arte del corpo e il linguaggio del corpo in tante università del Cile.
Nel 2005 partecipa al film Play della regista cilena Alicia Scherson. Verso la fine degli anni novanta e l'inizio degli anni duemila si dedica anche alla scrittura scrivendo alcuni libri. In precedenza aveva già pubblicato un romanzo intitolato Deposito pazzo nel 1973.
Muore l'11 maggio 2006 nella propria città di nascita a 67 anni.

## Filmografia
- Asso, regia di Castellano e Pipolo (1981)
- Play, regia di Alicia Scherson (2005)

## Romanzi
- 1973 - Deposito pazzo
- 1996 - Pantomine
- 2000 - The doll
- 2001 - Devi essere latino cara